# Nauka i naukoznawstwo
"Nauka i naukoznawstwo" ("Science and Science of Science", "Наука та наукознавство") - międzynarodowe czasopismo, który wydaje z 1993 roku Centrum badań naukowo-technicznego potencjału i historii nauki im. G.M. Dobrowa NAN Ukrainy.
Czasopismo jest stworzone na zapleczu republikańskiego międzyresortowego naukowego zbioru "Naukoznawstwo i informatyka" ("Наукознавство та інформатика"). Ten zbiór Centrum wydawało od 1970 do 1992.
W redakcyjne kolegium czasopisma wchodzą fachowcy z Ukrainy, Rosji, Wielkiej Brytanii, Chin, USA i Węgier.
Artykuły mogą ukazywać się na trzech językach: ukraińskim, rosyjskim i angielskim.
Cel czasopisma - przybliżenie rozwoju nauki i naukoznawstwa w historycznych, współczesnych i perspektywicznych aspektach, ujawnienie wpływu nauki na gospodarkę, kulturę, edukację i inne dziedziny życia, analiza socjalnych, ekologicznych, wojskowych i innych aspektów naukowych badań, opracowanie problemów państwowej naukowo-technicznej i innowacyjnej polityki, inicjowanie dyskusji w naukowym i społecznym środowisku względem stanu nauki i jej możliwości rozwiązywania aktualnych problemów.
Czasopismo orientuje się na różne grupy odbiorców, jak specjalistów z badania nauki (naukoznawców, organizatorów nauki, filozofów, historyków nauki), jak i szerokiego grona czytelników.

## Główne przedmiotowe pole publikacji czasopisma
- nauka w życiu ludzi i społeczeństw;
- wyniki badań naukoznawczych;
- wyniki badań w obwodzie historii i filozofii nauki.

## Stałe rubryki czasopisma
- nauka, technologie i innowacje we współczesnym świecie;
- problemu rozwoju naukowo-technicznego potencjału i jego współdziałania z gospodarką, systemem edukacji i kulturą;
- horyzonty rozwoju nauki (z przeszłości, przez teraźniejszość do przyszłości);
- praca naukoznawcy i historyka nauki (główne naukowe prace, dysertacje badania, recenzje, przegląd profilowych naukowych czasopism;
- z historii wynalazków i odkryć;
- Ukraina w światowym kontekście, chronologia głównych wydarzeń w naukowo-organizacyjnym życiu ukraińskiej nauki.
Adres redakcji: Kijów, bulwar Tarasa Szewczenki 60.
Strona internetowa wydawcy : http://stepscenter.at.ua.
Archiwa numerów :
http://www.nbuv.gov.ua/portal/natural/nnz/texts.html,
https://web.archive.org/web/20111231045525/http://stepscenter.ho.ua/works.htm.